# Klaus Erich Pollmann
Klaus Erich Pollmann (* 12. September 1940 in Duisburg) ist ein deutscher Neuzeithistoriker, emeritierter Professor und ehemaliger Rektor der Universität Magdeburg.

## Leben und Werk
Nach einem Studium an der Universität Marburg und der Freien Universität Berlin war Pollmann von 1967 bis 1972 Wissenschaftlicher Assistent an der Universität München und an der Technischen Universität Braunschweig. Er wurde 1971 bei Walter Bußmann an der Philosophischen und Sozialwissenschaftlichen Fakultät der Universität Karlsruhe (TH) mit der Dissertation Landesherrliches Kirchenregiment und soziale Frage. Der evangelische Oberkirchenrat der altpreussischen Landeskirche und die sozialpolitische Bewegung der Geistlichen nach 1890 zum Dr. phil. promoviert. 1978 habilitierte er sich für Neuere Geschichte mit der Arbeit Parlamentarismus im Norddeutschen Bund 1867–1870 an der Technischen Universität Braunschweig.
1982 wurde Pollmann zum Professor für Neuere Geschichte ernannt. Von 1987 bis 1989 fungierte er als Dekan des Fachbereichs für Philosophie und Sozialwissenschaften der TU Braunschweig. Er war Gastprofessor an der Hebräischen Universität Jerusalem (1990) und der University of Nebraska-Lincoln (1991). 1993 wurde er auf die Professur für Geschichte der Neuzeit an die Universität Magdeburg berufen. Von 1996 bis 1998 war er Dekan der dortigen Fakultät für Geistes-, Sozial- und Erziehungswissenschaften. Zu seinen akademischen Schülern gehören u. a. Helmuth Albrecht, Rainer Maaß, Ramona Myrrhe und Karlheinz Weißmann.
Von 1998 bis 2012 übte Pollmann in der Nachfolge von Thomas Strothotte das Amt des Rektors der Universität Magdeburg aus. Sein Nachfolger im Amt wurde Jens Strackeljan. Von 2000 bis 2004 und von 2006 bis zum 31. Oktober 2008 war Pollmann auch Präsident der Landesrektorenkonferenz Sachsen-Anhalt und Mitglied des Landeskuratoriums Sachsen-Anhalt/Thüringen des Stifterverbandes für die Deutsche Wissenschaft. 2007 übernahm er den Vorsitz im Wissenschaftszentrum Sachsen-Anhalt (WZW).
Seine Forschungsschwerpunkte sind Parlamentarismus-, Kirchen- und niedersächsische Landesgeschichte.
Pollmann ist verheiratet.

## Auszeichnungen
- 2007: Gruson-Ehrenplakette des Vereins Deutscher Ingenieure (VDI)[2]
- 2012: Ehrensenatorwürde der Technischen Universität Ilmenau[3]
- 2013: Bundesverdienstkreuz 1. Klasse[4]
- 2018: Verdienstorden des Landes Sachsen-Anhalt

## Klaus-Erich-Pollmann-Forschungsförderpreis
2013 lobte Karin Witte den mit 5000 Euro dotierten Klaus-Erich-Pollmann-Forschungsförderpreis für Doktoranden aus, deren Arbeiten summa cum laude erhalten haben. Der Preis wird vom Rektorat der Otto-von-Guericke-Universität Magdeburg ausgeschrieben. Die Wissenschaftler Manja Krüger, Anna Dittrich und Alexander Bastian wurden 2013 für ihre Arbeiten ausgezeichnet.

## Schriften (Auswahl)
Monografien
- Landesherrliches Kirchenregiment und soziale Frage. Der evangelische Oberkirchenrat der altpreußischen Landeskirche und die sozialpolitische Bewegung der Geistlichen nach 1890 (= Veröffentlichungen der Historischen Kommission zu Berlin. Band 44). Mit einem Vorwort von Walter Bußmann. de Gruyter, Berlin 1973, ISBN 3-11-003998-2.
- Die Braunschweigische Verfassung von 1832. Hrsg. von der Niedersächsischen Landeszentrale für politische Bildung, Hannover 1982.
- Parlamentarismus im Norddeutschen Bund 1867–1870 (= Handbuch der Geschichte des deutschen Parlamentarismus). Droste, Düsseldorf 1985, ISBN 3-7700-5130-0.
- Mit Hans-Jochen Vogel: Erich Ollenhauer und die deutsche Sozialdemokratie. Ansprachen aus Anlass der 90. Wiederkehr seines Geburtstages in Magdeburg. Hrsg. von Dieter Dowe. Abteilung Sozial- und Zeitgeschichte der Friedrich-Ebert-Stiftung, Bonn 1991, ISBN 3-926132-67-1.

Herausgeberschaften
- mit Werner Pöls: Moderne Braunschweigische Geschichte. Georg Olms Verlag, Hildesheim 1982, ISBN 3-487-07316-1.
- Abt Johann Friedrich Wilhelm Jerusalem (1709–1789). Beiträge zu einem Colloquium anlässlich seines 200. Todestages (= Braunschweiger Werkstücke. Band A). Stadtbibliothek, Braunschweig 1991.
- Wilhelm Bracke. Beiträge zum Kolloquium am 29. Mai 1992 (= Kleine Schriften. Band 24). Stadtarchiv, Braunschweig 1992.
- Der schwierige Weg in die Nachkriegszeit. Die Evangelisch-Lutherische Landeskirche in Braunschweig 1945–1950 (= Studien zur Kirchengeschichte Niedersachsens. Band 34). Im Auftrag der Kommission der Evangelisch-Lutherischen Landeskirche in Braunschweig für Braunschweiger Kirchliche Zeitgeschichte. Vandenhoeck & Ruprecht, Göttingen 1995, ISBN 3-525-55239-4.
- Kirche in den fünfziger Jahren. Die Braunschweigische Evangelisch-Lutherische Landeskirche. Im Auftrag der Kommission der Evangelisch-Lutherischen Landeskirche in Braunschweig für Braunschweiger Kirchliche Zeitgeschichte. Landeskirchliches Archiv, Braunschweig 1997, ISBN 3-00-002207-4.
- Die Otto-von-Guericke-Universität Magdeburg. Festschrift. mdv, Halle (Saale) 2003, ISBN 3-89812-207-7.